# Паметник чешма (Щабо)
Паметникът чешма на Щабо е военен паметник чешма, разположена в местността Щабо в подножието на връх Тумба в Беласица, Република България. Изграден е през 1920 година от Министерство на отбраната и Община Петрич по предложение на инициативен комитет от село Габрене.
Паметникът е построен от гранит по проект съгласуван с министерство. По сведения на инициативния комитет в района е съществувал военен паметник издигнат през 1916 година в памет на загиналите на Солунския фронт български войници от 11-а македонска пехотна дивизия през Първата световна война, който е разрушен от гръцки войски на 17 август 1926 година. В местността Щабо е запазен възпоменателен каменен надпис в близост до т.нар. Фердинандов път.
Паметникът е открит тържествено от президента Румен Радев и кмета на община Петрич Димитър Бръчков на 6 юни 2022 година.